# Pan-Arabische kleuren

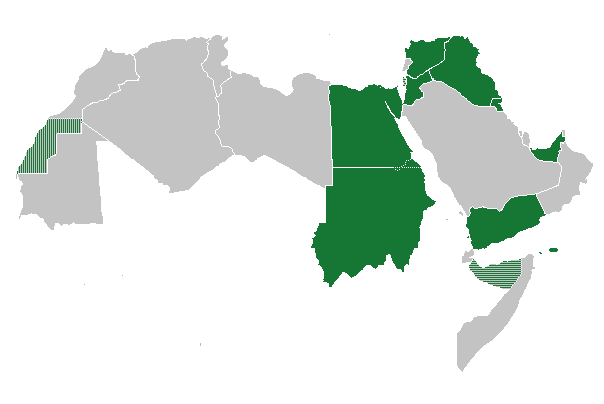
Landen en gebieden die Pan-Arabische kleuren in hun vlag hebben.

De Pan-Arabische kleuren zijn de kleuren zwart, rood, wit en groen, die in Arabische vlaggen voorkomen.

## Arabische Revolutievlag
De kleuren gaan terug op de Arabische Revolutievlag van 1916 en andere Arabische vlaggen die in dat tijdperk in gebruik waren.
De kleuren wit en zwart zijn de kleuren van de profeet Mohammed, groen was zijn lievelingskleur en het symbool van het islamitische geloof. In de Arabische Revolutievlag staan de kleuren voor de Abbasiden (zwart), de Omajjaden (wit), de Fatimiden (groen) en de Hasjemieten (rood). Wit staat ook voor daden, zwart voor strijd, groen voor de velden en rood voor de zwaarden.

## Arabische Bevrijdingsvlag
Gebaseerd op de Arabische Revolutievlag ontstond in 1952 de Arabische Bevrijdingsvlag. Deze rood-wit-zwarte driekleur is sinds de oprichting van de Verenigde Arabische Republiek gebruikt door veel staten.

## Vlaggen in Pan-Arabische kleuren

### Erkende staten

Vlag van Egypte
Vlag van Irak
Vlag van Jemen (en van Libië van 1969 tot 1972)
Vlag van Jordanië
Vlag van Koeweit
Vlag van Libië
Vlag van Oman
Vlag van Palestina
Vlag van Soedan
Vlag van Syrië
Vlag van de Verenigde Arabische Emiraten

### Niet-erkende staten

Vlag van de Westelijke Sahara
Vlag van Somaliland

### Voormalige staten

Vlag van Noord-Jemen
Vlag van Zuid-Jemen
Vlag van de Verenigde Arabische Republiek